# Steph Branch
Stephaun Branch, detto Steph (Upland, 7 novembre 1995), è un cestista statunitense.

## Palmarès
- Coppa del Belgio: 1

Anversa Giants: 2020